# François-Isidore Dupont
Pour les articles homonymes, voir Dupont.
François-Isidore Dupont dit « du Fayt », né le 28 mars 1780 à Seneffe et mort le 25 avril 1838 à Fayt-lez-Seneffe, est un industriel et homme politique belge.

## Biographie
François Dupont est le fils de Antoine Dupont et de Marie-Louise. Son père est fermier à La Croyère, meunier, distillateur et receveur pour des sociétés charbonnières.
François Dupont épouse Christine Charlotte Silez (née à Haine-Saint-Paul le 24 avril 1779, décédée à Fayt-lez-Seneffe le 27 juin 1844). Elle est la fille d'Antoine Silez (né à Haine-Saint-Paul le 15 novembre 1757, y décédé le 23 août 1826), propriétaire d'une platinerie à Haine-Saint-Paul. 
Il fonde une fabrique de clous à Fayt-lez-Seneffe (1800) et à Merbes-le-Château (1814). Il fonde aussi une platinerie à Arquennes (1809), une usine métallurgique à Feluy (1821), des fonderies, laminoirs et fenderie à Fayt-lez-Seneffe (1821), un haut fourneau à coke à Châtelineau (1831) et une société de charbonnages à Bois d'Haine et Fayt-lez-Seneffe (1837). 

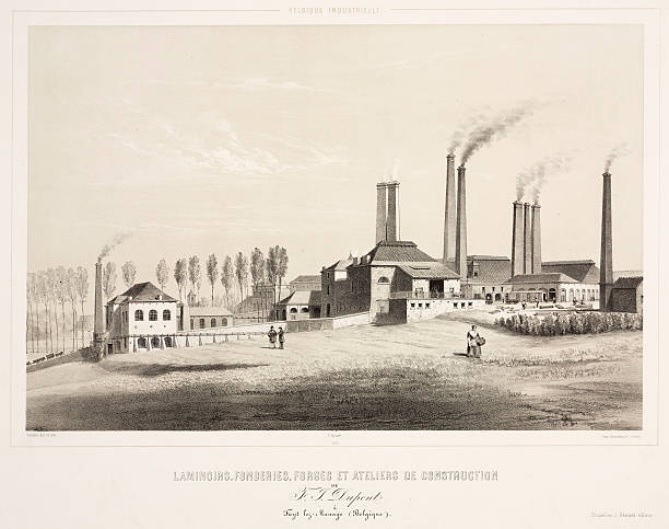
Laminoirs, fonderies, forges et ateliers de construction Dupont (Fayt-lez-Seneffe), extrait de J. GERUZET, La Belgique industrielle, 1852.

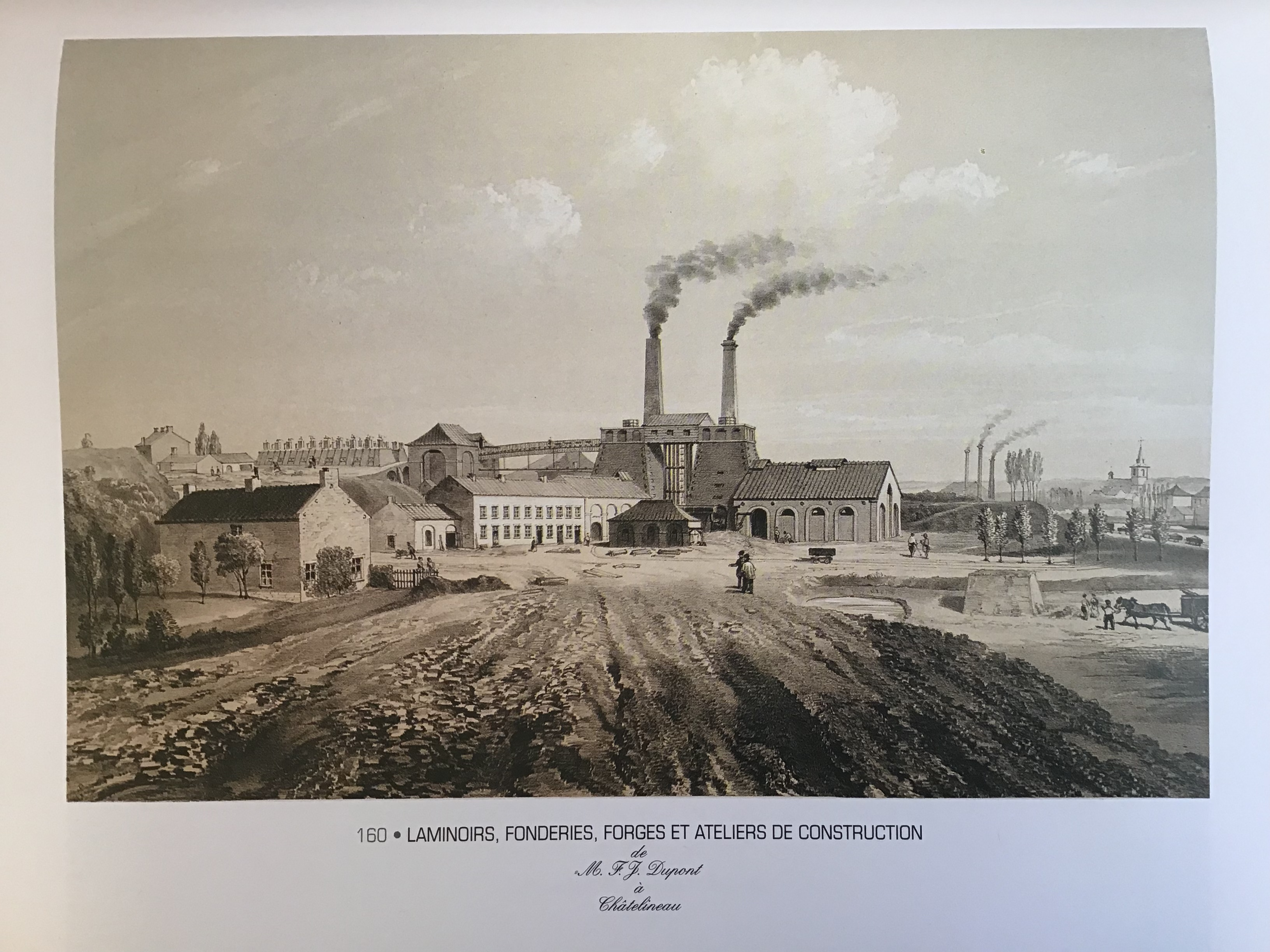
Laminoirs, forges, fonderies et ateliers de construction Dupont (Châtelineau), extrait de J. GERUZET, La Belgique industrielle, 1852.

Après l'obtention d'une concession, il cofonde aussi une société destinée à construire une route à péages entre Bascoup et Anderlues (1837).
En 1833, il fait l'acquisition du château de l'Escaille (Fayt-lez-Seneffe).
En 1834, il obtient la commande de 5600 tonnes de rails et accessoires nécessaires à la construction de la ligne de chemin de fer entre Bruxelles et Malines dont il devient donc, avec John Cockerill, l'un des fournisseurs.

## Fonctions et mandats
- Échevin de Fayt-lez-Seneffe : 1816-1819
- Bourgmestre de Fayt-lez-Seneffe : 1821-1830
- Sénateur par l'arrondissement de Thuin : 1836-1838